# Len Ford
Leonard Guy Ford jr., detto Len (Washington, 18 febbraio 1926 – Detroit, 13 marzo 1972), è stato un giocatore di football americano e cestista statunitense che ha giocato nel ruolo di defensive end nella All-America Football Conference (AAFC) e nella National Football League (NFL). È stato inserito nella Pro Football Hall of Fame nel 1976.

## Carriera professionistica

### Los Angeles Dons (AAFC)
Nel 1948fu scelto nel draft dai Los Angeles Dons della All-America Football Conference, dove fornì delle grandi prestazioni come offensive end. Nel 1948 fece registrare 31 ricezioni per 598 yard (19,3 yard a ricezione) e 7 touchdown, guidando la AAFC. L'anno successivo ricevette 36 passaggi per 577 yard e un touchdown.

### Cleveland Browns
Quando la AAFC cessò la sua attività alla fine della stagione 1949, solo tre squadre della lega, i Cleveland Browns, i San Francisco 49ers e i Baltimore Colts, si fusero con la NFL. Ford fu scelto dai Browns nel 1950 nell'AAFC Dispersal Draft creato per i giocatori della AAFC rimasti senza squadra. A Cleveland Len divenne un feroce difensore nei Browns che dominarono la NFL negli anni cinquanta, arrivando cinque volte in finale e vincendone tre. Ford rimase coi Browns fino al 1957.

### Green Bay Packers
Nel 1958 fu acquisito dai Green Bay Packers in cambio di una scelta del draft. Rimase con essi fino al termine della stagione dopo di che si ritirò.

## Palmarès
- Campionati NFL : 3

Cleveland Browns:1950, 1954, 1955
- Convocazioni al Pro Bowl: 4

1951, 1952, 1953, 1954
- First-team All-Pro: 4

1951, 1952, 1953, 1954
- Formazione ideale della NFL degli anni 1950
- Pro Football Hall of Fame (classe del 1976)